# Bürger (2014)
Bürger ist ein satirischer polnischer Film aus dem Jahr 2014. Der Film von Regisseur und Hauptdarsteller Jerzy Stuhr anhand der Lebensgeschichte eines polnischen Jedermann die Geschichte Polens der letzten 60 Jahre.

## Handlung
Infolge eines Unfalls gelangt der polnische Jedermann Jan Bratek in ein Krankenhaus. Hier erinnert er sich an Episoden seines Lebens. Zumeist folgen diese Episoden chronologisch Rückwärts. Jan erinnert sich an Höhen und Tiefen während der Zeit von Stalinismus, Solidarność, Kriegsrecht, Wendezeit und Demokratie. Immer wieder stellt er dabei fest, dass seine Mitmenschen nicht das sind, was sie scheinen, und Jan steht oft genug als Verlierer da. 

## Hintergrund
Der Film von Jerzy Stuhr ist zum Teil autobiografisch inspiriert. Er wurde von Opus Film produziert. Die deutsche Erstaufführung fand am 23. April 2015 im Rahmen des GoEast-Festivals in Wiesbaden statt.